# Черемшанский, Василий Макарович
Василий Макарович Черемшанский (1821—1869) — российский географ и краевед.

## Биография
Окончил Горы-Горецкую земледельческую школу. Преподавал курс сельского хозяйства в Оренбургской и Уфимской семинариях.
Известен, главным образом, как автор сочинения «Описание Оренбургской губернии в хозяйственно-статистическом, этнографическом и промышленном отношениях», удостоенного в 1859 году малой золотой медали Учёного комитета Министерства государственных имуществ и в том же году изданного в Уфе. Эта книга получила, в частности, высокую оценку С. И. Руденко, отмечавшего в своей книге «Башкиры: Историко-этнографические очерки» (1955):

Автор о быте башкир сообщает много интересных сведений, не утративших своего значения до последнего времени. Эта книга дала обильный материал для ряда последующих изданий.

В некоторых источниках указывалось, что «Описание…» Черемшанского было первой книгой, опубликованной в Уфе, однако, как показал в 1970-е годы Н. Н. Барсов, есть книги, изданные там в 1853 году.
Кроме того, Черемшанский опубликовал статьи «Сведения о соляных озёрах Челябинского уезда», «Взгляд на судоходство и рыболовство в Оренбургской губернии» и др. В «Уфимских Губернских Ведомостях» (1869, № 5) был опубликован некролог.